# FNNスーパーニュースWEEKEND
『FNNスーパーニュースWEEKEND』（エフエヌエヌ スーパーニュース ウィークエンド、ラテン文字表記：FNN Super NEWS WEEKEND）は『FNNスーパーニュース』の週末版として、1998年4月4日から2015年3月29日までFNN（フジテレビ）系で放送されていた週末夕方のニュース番組である。
『FNNニュース ザ・ヒューマン』に替わって開始した『FNNスーパーニュース』の週末版が2001年4月7日から改題されたもの。本項目では改題前の『FNNスーパーニュース』週末版についても解説する。

## 番組の概要
かつては「ニュースはドラマだ!あすは我が身のノンフィクション」をモットーにしていた。初期は気象予報士による中継コーナーがあった。
オープニングタイトルは2008年3月30日までキー局（全国）送出でなく各局異なるタイトルで送出していた（フジテレビ以外のキー局は全国送出である）。但し、「スーパーニュース」の部分は各局共通である。また、尺は10秒であった（エンディングは15秒）。
1999年度以降、グラフィックが平日版と異なっていた。平日版のテーマ曲が変更された2002年度以降もBGMは2000年・2001年度のものを継続して2009年3月29日まで使用。項目テロップは1999年度から独自のものを使用していた。また平日版との違いとしてニュースとスポーツの項目スーパーの色が異なっていたが（平日はニュース・スポーツがオレンジだが、週末版はニュースが2001年4月7日から青（同年3月までは平日同様オレンジ）でスポーツは緑（2007年9月30日まではオレンジ））、2013年4月からニュース・スポーツ共に青に統一された。
また2000年4月から座って伝えるようになった平日版とは違い、WEEKENDについては『FNNスーパータイム』時代から現在まで「立ってニュースを伝える」というフォーマットを続けていた伝統は（向坂・木幡時代を除く）2014年9月27日まで継続し、また週末版スポーツキャスターは女性アナ（1994年4月2日から）という伝統も2008年9月28日まで継続されてきた。ただし、緊急・重大ニュースの時には対応が別で、2001年12月の敬宮愛子内親王誕生と2004年5月の小泉純一郎首相訪朝のときは（ともに土曜日）と2011年の東日本大震災翌日翌々日（土曜日・日曜日）は平日のスーパーニュースの形式で、タイトルロゴカラーも平日ベースで放送された。
2007年4月1日からリアルタイム字幕放送を実施（平日版は2010年10月4日より実施）。
2008年4月5日からは『FNNスピーク』と同様にオープニングを大幅に簡略化し、タイトルロゴは右上に表示され、番組開始と同時にすぐキャスター挨拶→トップニュースという形式に変更された。同時にエンディングも簡略化した。主要ニュースのみ、男性は野島卓や塚越孝が、その他フジテレビの女性アナウンサーがナレーションを担当している。2009年4月4日からテーマ曲が変更され、これ以降「平日版とは異なるテーマ曲」になる。2010年4月3日からタイトルロゴ変更を行い、平日版と同じく「スーパーニュース」のロゴが斜体・太字となった。
2011年10月31日よりフジテレビの全ての報道・情報番組がステレオ放送に切り替わったため、同年11月5日から、放送開始以来変わることがなかった音声モードがモノラルからステレオに変更された。ステレオ音源による夕方の全国ニュースではテレビ朝日、TBSに次いで3例目となる。
2012年4月7日から再度タイトルロゴ変更を行い、同年3月に変更した平日版と同じく「スーパーニュース」のロゴが丸みのある文字となり、「WEEKEND」のロゴも変更された。同年10月6日放送分からテーマ曲が変更となり、番組冒頭にヘッドライン（2項目）が設けられた。
2013年4月6日放送分から平日版が大幅刷新に従いタイトルロゴを再度変更し、平日版と同じく「Super NEWS」と英文字表記になった。なお、テロップ類も平日版同様に変更されたが、タイトルロゴカラーやテロップ類の背景色・文字色は従来通りブルー基調で、テーマ曲は2012年10月から使用しているテーマ曲を引き続き使用する。
2014年10月4日から、メインキャスターに加え、サブキャスターが加わり、キャスター3人とスポーツキャスターの4人体制となった。さらに『スーパータイム』時代から続けてきた「立ってニュースを伝える」スタイルが廃止され、平日版同様座って伝えるようになった（キャスターテーブルは平日版と同様のものを使用）。
2015年3月27日を以って平日版の『スーパーニュース』が終了し、同月30日より新報道番組『みんなのニュース』が開始されることになったのに伴い、同年3月29日をもって、当番組も終了することになった。4月からは『FNN みんなのニュース Weekend』が開始されるが、キャスターはいずれも当番組に引き続き佐々木・松村・生田・永島が続投する。
平日版は近畿地方・徳島県のニュース（関西テレビによる取材・編集）以外はすべてフジテレビで編集されたVTRを流すが、WEEKENDについてはごく一部の例外を除いて地方発のニュースについては系列局編集のVTRが流される。

## 出演者
| 期間 | 期間      | メインキャスター | メインキャスター | サブキャスター | サブキャスター | スポーツ       | 天気      |
| --- | --------- | ---------------- | ---------------- | -------------- | -------------- | -------------- | --------- |
| 1998.4.4 | 1998.9.27 | 向坂樹興2        | 木幡美子2        | （不在）       | （不在）       | 富永美樹       | 岩谷忠幸1 |
| 1998.10.3 | 1999.3.28 | 向坂樹興2        | 木幡美子2        | （不在）       | （不在）       | 島田彩夏3      | 岩谷忠幸1 |
| 1999.4.3 | 2000.3.26 | 宮川俊二         | 木幡美子2        | （不在）       | （不在）       | 武田祐子4      | 岩谷忠幸1 |
| 2000.4.1 | 2001.3.25 | 宮川俊二         | 武田祐子         | （不在）       | （不在）       | 深澤里奈2・4   | 岩谷忠幸1 |
| 2001.3.31 | 2002.3.31 | 宮川俊二         | 武田祐子         | （不在）       | （不在）       | 梅津弥英子     | 岩谷忠幸1 |
| 2002.4.6 | 2003.9.28 | 境鶴丸5・6・7・8 | 武田祐子         | （不在）       | （不在）       | 梅津弥英子     | 岩谷忠幸1 |
| 2003.10.4 | 2004.9.26 | 境鶴丸5・6・7・8 | 武田祐子         | （不在）       | （不在）       | 石本沙織       | 岩谷忠幸1 |
| 2004.10.2 | 2006.10.1 | 境鶴丸5・6・7・8 | 武田祐子         | （不在）       | （不在）       | 石本沙織       | 小島弘行  |
| 2006.10.7 | 2008.9.28 | 境鶴丸5・6・7・8 | 春日由実         | （不在）       | （不在）       | 宮瀬茉祐子     | 小島弘行  |
| 2008.10.4 | 2009.9.27 | 境鶴丸5・6・7・8 | 春日由実         | （不在）       | （不在）       | 榎並大二郎5・8 | 小島弘行  |
| 2009.10.3 | 2010.9.26 | 境鶴丸5・6・7・8 | 春日由実         | （不在）       | （不在）       | 榎並大二郎5・8 | （不在）  |
| 2010.10.2 | 2011.3.27 | 境鶴丸5・6・7・8 | 梅津弥英子       | （不在）       | （不在）       | 榎並大二郎5・8 | （不在）  |
| 2011.4.2 | 2012.9.30 | 野島卓8          | 石本沙織2・8     | （不在）       | （不在）       | 永島昭浩       | （不在）  |
| 2012.10.6 | 2013.3.31 | 秋元優里         | 福井慶仁2        | （不在）       | （不在）       | 永島昭浩       | （不在）  |
| 2013.4.6 | 2014.3.30 | 梅津弥英子       | 福井慶仁2        | （不在）       | （不在）       | 永島昭浩       | （不在）  |
| 2014.4.5 | 2014.9.28 | 佐々木恭子       | 福井慶仁2        | （不在）       | （不在）       | 永島昭浩       | （不在）  |
| 2014.10.4 | 2015.3.29 | 佐々木恭子       | 佐々木恭子       | 松村未央9      | 生田竜聖8      | 永島昭浩       | （不在）  |
| - 番組開始時の出演者のうち、向坂以外は全員『FNNニュース ザ・ヒューマン』から続投。 - 番組終了時点の出演者は全員『FNN みんなのニュース Weekend』も続投。 - 1『FNNスーパータイム』から続投。 - 2 昼のニュースを兼務（向坂・木幡はいずれも土曜日として、深澤は2000年10月から、石本は2011年7月から9月まで、福井は2013年3月までいずれも日曜日として）。 - 3 1999年3月の1ヶ月間、松尾紀子の代理で木・金曜日のお天気コーナーを兼務。 - 4 朝のニュースを兼務（武田は2000年3月まで土曜日として、深澤は2000年10月から日曜日として）。 - 5 『FNNレインボー発・あすの天気』を兼務（境は2004年9月まで土・日曜日、同年10月から2005年3月まで土曜日として、榎並は2010年7月から土曜日として）。 - 6 深夜のニュースを兼務（2003年3月まで日曜日、同年4月から2005年3月まで土曜日として）。 - 7 2009年10月15日から水 - 金曜日のメインキャスターを兼務。 - 8 土曜もしくは日曜の『BSフジNEWS』を兼務。 - 9 2014年11月8日から5ヶ月間『世界HOTジャーナル』を兼務。 |           |                  |                  |                |                |                |           |

- 岩谷・小島・永島以外は、出演当時フジテレビ所属。宮川は当時フジテレビと専属契約を結んでいた。
- スポーツコーナー担当時代の石本の出演は9月30日まで。翌10月1日の放送が東海クラシック中継に伴う15分の短縮版でスポーツコーナーがなかったため。
- 境・福井は土曜日の『FNNスピーク』の代役を兼務（同日朝の『新・週刊フジテレビ批評』と兼務で奥寺健が代行した2009年10月 - 2013年3月を除く）。また、境は2009年10月以降平日の『スーパーニュース』の水曜日 - 金曜日のメインキャスターも兼務していた[注 3]。
- 「コーナー担当キャスター」は、下記の放送内容の各コーナーの解説を参照。

## テーマ音楽
| 期間                          | 曲名                                                    | 備考 |
| ----------------------------- | ------------------------------------------------------- | --- |
| 1998年4月4日 - 1999年3月28日  | 「The THEME from SUPER NEWS」 （本間勇輔）              | |
| 1999年4月3日 - 2000年3月26日  | 「Wandering Stella (Love Circle)」 （PONTA BOX）        | |
| 2000年4月1日 - 2009年3月29日  | 「LANDING TIMEMACHINE」 （浅倉大介）                    | タイトルロゴ・テーマ曲・オープニングCG・CM前の予告テロップは2000年4月3日の月-金版全面リニューアルに先駆けて使用開始された。月-金版は2002年3月29日まで使用。 なお、この時期のエンディングで流れていたBGMが現在も富山テレビの『ライブBBT』土曜版のエンディングで使用されている。 |
| 2009年4月4日 - 2012年9月30日  | 「Tech Flow」 （アトリエビジョン）                      | 番組では初となる「平日版とは異なるテーマ曲」を採用。 |
| 2012年10月6日 - 2015年3月29日 | 「FNNスーパーニュースWEEKEND2012のテーマ」 （山本姫子） | 提供クレジット前のBGMは、先代のものが引き続き使用されている。 また、提供クレジット時のBGMでは最後にコーラスが入る。 |

## 放送時間
| 期間     | 期間      | 放送時間（JST）       | 放送時間（JST）       |
| 期間     | 期間      | 土曜日                | 日曜日                |
| -------- | --------- | --------------------- | --------------------- |
| 1998.4.4 | 2001.4.1  | 18:00 - 18:30（30分） | 17:30 - 18:00（30分） |
| 2001.4.7 | 2015.3.29 | 17:30 - 18:00（30分） | 17:30 - 18:00（30分） |

- ただし、日曜日のみ地方局制作のゴルフ中継[注 5]によっては15分短縮（17:45-18:00）、稀に20分短縮（17:50-18:00）[注 6]になる場合があった。
- 1998年度から2000年度までの土曜日18:00 - 18:30は『FNS 1億2700万人の27時間テレビ夢列島』の放送時が18:00開始に編成する為、17:30 - 18:00に30分前倒した（2001年度以降は通常編成）。
- 2006年9月24日放送分は本来放送する予定だった「ベルリンマラソン」が日本の注目選手が欠場した為に中継が休止（代わって『ジャンクSPORTS』の2時間SPが編成された）、この番組は18:00 - 18:30の放送となった。東海テレビ・富山テレビ・石川テレビが別タイトルとして差し替えている『中日新聞テレビ日曜夕刊 FNN』も同様となった。
- 秋田テレビ、テレビ愛媛、高知さんさんテレビ、テレビ大分では、土日共、17:55までの放送。

## タイムテーブル
2014年10月現在
| 『FNNスーパーニュースWEEKEND』 | 『FNNスーパーニュースWEEKEND』                            | 『FNNスーパーニュースWEEKEND』 |
| 時刻                           | 内容                                                      | 備考 |
| ------------------------------ | --------------------------------------------------------- | --- |
| 17:28.55                       | 5秒予告アイキャッチ                                       | |
| 17:30.00                       | タイトル・ヘッドライン2項目・全国ニュース（主なニュース） | ここから、全国のFNN系列28局同時ネット |
| 17:40頃                        | WEEKEND SPORTS（スポーツニュース）                        | |
| 17:43頃                        | 提供クレジット（8秒、ローカルスポンサー）                 | |
| 17:44頃                        | ニュース・WEEKEND FLASH                                   | |
| 17:47.05                       | ローカル枠切り替えのジングル                              | |
| 17:47.10                       | CM                                                        | |
| フジテレビ以外はネット飛び降り |                                                           | |
| 17:48.40                       | ウィークエンド特集・TheNEXT・ニュース                     | 地方局はローカルニュース・特集・天気予報（詳細は各局の該当番組を参照）                                                                             |
| 17:52.45                       | 関東地方の天気予報                                        | |
| 17:54.20                       | CM                                                        | |
| 17:55.50                       | ラストニュース                                            | スポーツキャスターも出演（担当する場合もあり）。                                                                                                   |
| 17:56.52                       | 提供クレジット（8秒）                                     | 北海道文化放送、仙台放送、さくらんぼテレビ、福島テレビ（日曜日のみ）、長野放送、山陰中央テレビ、テレビ熊本、沖縄テレビは東京のエンディングを放送。 |
| 17:57.00                       | 番組終了                                                  | 土曜は「ミュージックフェア」(一部地域のみ)に、日曜は「ちびまる子ちゃん」にそれぞれ続く。                                                           |

## 放送内容
ストレートニュースのほか以下のコーナーも放送された。

### 土曜日・日曜日共通
ウィークエンドジャーニー
1998年4月 - 2004年9月放送。岩谷気象予報士の中継コーナー。天気予報も中継先から放送された。
こじまんお天気
2004年10月 - 2009年9月放送。小島気象予報士の天気予報コーナー。前任とは違ってスタジオから放送された。
ウィークエンド特集
2009年6月から随時放送。VTRのみ。
WEEKEND SCOPE
2010年10月から放送。専門家を招いて話題のキーワードを大画面でわかりやすく解説する。
WEEKEND SPORTS
2012年10月から放送。永島キャスターのスポーツコーナー。
WEEKEND FLASH
その他の当日のニュースをフラッシュで伝える。
The NEXT
2014年10月から「WEEKEND SCOPE」をリニューアルしたもの。

### 土曜日
ごじまんジャーニー
2004年10月 - 2006年9月放送。高橋真麻の中継コーナー。
遠藤玲子NEWSコンシェルジュ
2006年10月 - 2008年3月放送。遠藤玲子の中継コーナー。
ブルームバーグ経済情報
同社のスタジオから同社所属のキャスターが出演。現在は『BSフジLIVE プライムニュース』に移行。

### 日曜日
チャレンジ面白検定
2005年10月 - 2006年9月に月1回程度放送。武田が担当。
マーサのチャレンジマイスター
2006年10月 - 2007年9月に月1回程度放送。高橋真麻のロケコーナー。
中村光宏のいつかは達人
2007年10月 - 2008年3月に月1回程度放送。中村光宏のロケコーナー。
堺屋太一のビジネスリーダー
BSフジで放送された同名の番組のダイジェスト版を放送。

## FNN系列局のタイトル一覧
中部地方の一部で『日曜夕刊』を用いる他は『FNNスーパーニュースWEEKEND』の名称を用いる。FNNの名称や放送局名を用いるかの違いでしかない。
●は東京のエンディングを放送している局。短縮時などは印のない局においても東京のエンディングを放送する場合がある。
| 放送局名                  | 番組名 |
| ------------------------- | --- |
| CX フジテレビ●            | FNNスーパーニュース → FNNスーパーニュースWEEKEND（番組制作局） |
| uhb 北海道文化放送●       | uhbスーパーニュース FNN → FNNスーパーニュースWEEKEND uhb → FNNスーパーニュースWEEKEND |
| mit 岩手めんこいテレビ    | mitスーパーニュース FNN → FNNスーパーニュースWEEKEND |
| OX 仙台放送●              | FNN仙台放送スーパーニュース → FNN仙台放送スーパーニュースWEEKEND |
| AKT 秋田テレビ            | AKTスーパーニュース FNN → FNN AKTスーパーニュースWEEKEND → FNNスーパーニュースWEEKEND |
| SAY さくらんぼテレビ●     | SAYスーパーニュース FNN → FNN SAYスーパーニュースWEEKEND → FNNスーパーニュースWEEKEND |
| FTV 福島テレビ            | 1998年4月4日 - 2000年4月2日：FNN FTVスーパーニュース テレポート 2000年4月8日 - 2007年4月1日：FTVスーパーニュース FNN → FNN FTVスーパーニュースWEEKEND 2007年4月7日 - 2013年3月31日：情熱スクープ FTVスーパーニュースFNN（土曜） / FNN FTVスーパーニュースWEEKEND（日曜） 2013年4月6日 - 2015年3月29日：FTVスーパーニュースWEEKEND※土曜のみ18:00-18:55 → 17:30から18:25まで放送。                               |
| NST 新潟総合テレビ        | 1998年4月4日 - 2001年9月30日：FNNスーパーニュース → FNNスーパーニュースWEEKEND / NSTニュースコーナー・天気予報 2001年10月6日 - 2015年3月29日：NSTスーパーニュース FNN → FNN NSTスーパーニュースWEEKEND → NSTスーパーニュースWEEKEND |
| NBS 長野放送●             | NBSスーパーニュース FNN → FNN NBSスーパーニュースWEEKEND → FNNスーパーニュースWEEKEND |
| BBT 富山テレビ            | 土曜：BBTスーパーニュース FNN → FNN BBTスーパーニュースWEEKEND → BBTスーパーニュースWEEKEND 日曜：中日新聞テレビ日曜夕刊 FNN → 北陸中日新聞 日曜夕刊FNN → FNN北陸中日新聞 日曜夕刊 |
| ITC 石川テレビ            | 土曜：FNN石川テレビスーパーニュース → FNN石川テレビスーパーニュースWEEKEND → 石川テレビスーパーニュースWEEKEND 日曜：中日新聞テレビ日曜夕刊 FNN → FNN北陸中日新聞 日曜夕刊 |
| FTB 福井テレビ            | FNN福井テレビスーパーニュース → FNN福井テレビスーパーニュースWEEKEND |
| SUT テレビ静岡            | FNNテレビ静岡スーパーニュース → FNNテレビ静岡スーパーニュースWEEKEND → FNNスーパーニュースWEEKEND |
| THK 東海テレビ            | 土曜：FNN東海テレビスーパーニュース → FNN東海テレビスーパーニュースWEEKEND → FNNスーパーニュースWEEKEND 日曜：中日新聞テレビ日曜夕刊 FNN |
| KTV 関西テレビ            | 1998年4月4日 - 2001年4月1日：FNNスーパーニュースKANSAI 2001年4月7日 - 2015年3月29日：FNNスーパーニュースWEEKEND |
| TSK 山陰中央テレビ●       | TSKスーパーニュース FNN → FNNスーパーニュースWEEKEND |
| OHK 岡山放送              | OHKスーパーニュース FNN → FNN OHKスーパーニュースWEEKEND → OHKスーパーニュースWEEKEND FNN → OHKスーパーニュースWEEKEND |
| tss テレビ新広島          | tssスーパーニュース FNN → FNNスーパーニュースWEEKEND tss → tssスーパーニュースWEEKEND |
| EBC 愛媛放送 → テレビ愛媛 | EBCスーパーニュース FNN → FNNスーパーニュースWEEKEND EBC → FNNスーパーニュースWEEKEND |
| KSS 高知さんさんテレビ    | SUNSUNスーパーニュース FNN → SUNSUNスーパーニュースFNN WEEKEND |
| TNC テレビ西日本          | TNCスーパーニュース FNN → TNCスーパーニュースWEEKEND |
| sts サガテレビ            | stsスーパーニュース FNN → FNN stsスーパーニュースWEEKEND → stsスーパーニュースWEEKEND → SAGA TVスーパーニュースWEEKEND |
| KTN テレビ長崎            | KTNスーパーニュース FNN → FNN KTNスーパーニュースWEEKEND → FNNスーパーニュースWEEKEND |
| TKU テレビ熊本●           | TKUスーパーニュース FNN → FNNスーパーニュースWEEKEND |
| TOS テレビ大分            | FNN TOSスーパーニュース → FNN TOSスーパーニュースWEEKEND / あしたのお天気 |
| UMK テレビ宮崎            | 1998年4月4日 - 2005年6月27日：UMKスーパーニュース FNN → UMKスーパーニュースWEEKEND FNN 2005年7月2日 - 2012年4月1日：UMKスーパーニュースWEEKEND FNN / うぃーく.COM → うぃーく（土曜） / UMKスーパーニュースWEEKEND FNN（日曜） 2012年4月7日 - 2015年3月29日：UMKスーパーニュースWEEKEND FNN → FNNスーパーニュースWEEKEND / U-doki（土曜） / UMKスーパーニュースWEEKEND FNN → FNNスーパーニュースWEEKEND（日曜） |
| KTS 鹿児島テレビ          | KTSスーパーニュース FNN → FNN KTSスーパーニュースWEEKEND → KTSスーパーニュースWEEKEND → FNNスーパーニュースWEEKEND |
| OTV 沖縄テレビ●           | OTV FNNスーパーニュース → OTV FNNスーパーニュースWEEKEND → FNN OTVスーパーニュースWEEKEND → FNNスーパーニュースWEEKEND |

- EPGでの番組名は、フジテレビと岩手めんこいテレビ及び関西テレビでは『FNNスーパーニュース』、その他の地方局では、『(略称・放送局名)スーパーニュース』と、『WEEKEND』が付されない系列局が多い。その為、一部を除き、上記のタイトル一覧が正式なタイトルとは限らない。

## スタッフ

### ナレーター
| 期間 | 期間       | 男性                                   | 男性                                   | 女性                                                                    | 女性                                     |
| 期間 | 期間       | 土曜日                                 | 日曜日                                 | 土曜日                                                                  | 日曜日                                   |
| --- | ---------- | -------------------------------------- | -------------------------------------- | ----------------------------------------------------------------------- | ---------------------------------------- |
| 1998.4.4 | 2008.3.30  | 高塚正也（青二プロダクション所属声優） | 高塚正也（青二プロダクション所属声優） | 満仲由紀子（青二プロダクション所属声優）                                | 満仲由紀子（青二プロダクション所属声優） |
| 2008.4.5 | 2008.9.28  | 桜庭亮平（フジテレビアナウンサー）1    | 塚越孝（フジテレビアナウンサー）1      | 田代優美（フジテレビアナウンサー）1                                     | 高橋真麻（フジテレビアナウンサー）1      |
| 2008.10.4 | 2009.9.27  | 野島卓（フジテレビアナウンサー）2・3   | 塚越孝（フジテレビアナウンサー）1      | 田代優美（フジテレビアナウンサー）1                                     | 高橋真麻（フジテレビアナウンサー）1      |
| 2009.10.3 | 2011.3.27  | 野島卓（フジテレビアナウンサー）2・3   | 塚越孝（フジテレビアナウンサー）1      | 田代優美（フジテレビアナウンサー）1 石本沙織（フジテレビアナウンサー）2 | 高橋真麻（フジテレビアナウンサー）1      |
| 2011.4.2 | 2011.6.26  | 桜庭亮平（フジテレビアナウンサー）1    | 塚越孝（フジテレビアナウンサー）1      | 田代優美（フジテレビアナウンサー）1                                     | 高橋真麻（フジテレビアナウンサー）1      |
| 2011.7.3 | 2011.9.25  | 桜庭亮平（フジテレビアナウンサー）1    | 松元真一郎（フジテレビアナウンサー）4  | 川野良子（フジテレビアナウンサー）                                      | （シフト勤務）1                          |
| 2011.10.1 | 2012.3.25  | 桜庭亮平（フジテレビアナウンサー）1    | 松元真一郎（フジテレビアナウンサー）4  | 戸部洋子（フジテレビアナウンサー）5                                     | 山﨑夕貴（フジテレビアナウンサー）1      |
| 2012.3.31 | 2012.4.1   | 桜庭亮平（フジテレビアナウンサー）1    | 松元真一郎（フジテレビアナウンサー）4  | 戸部洋子（フジテレビアナウンサー）5                                     | （シフト勤務）1                          |
| 2012.4.7 | 2012.7.1   | 桜庭亮平（フジテレビアナウンサー）1    | 松元真一郎（フジテレビアナウンサー）4  | 斉藤舞子（フジテレビアナウンサー）                                      | （シフト勤務）1                          |
| 2012.7.6 | 2012.12.23 | 桜庭亮平（フジテレビアナウンサー）1    | 松元真一郎（フジテレビアナウンサー）4  | 細貝沙羅（フジテレビアナウンサー）1                                     | 宮澤智（フジテレビアナウンサー）1        |
| 2013.1.5 | 2013.6.30  | 桜庭亮平（フジテレビアナウンサー）1    | 高塚正也（青二プロダクション所属声優） | 細貝沙羅（フジテレビアナウンサー）1                                     | 松尾翠（フジテレビアナウンサー）1        |
| 2013.7.6 | 2013.9.29  | 桜庭亮平（フジテレビアナウンサー）1    | 高塚正也（青二プロダクション所属声優） | 細貝沙羅（フジテレビアナウンサー）1                                     | 内田嶺衣奈（フジテレビアナウンサー）1    |
| 2013.10.5 | 2014.3.30  | 桜庭亮平（フジテレビアナウンサー）1    | 高塚正也（青二プロダクション所属声優） | 細貝沙羅（フジテレビアナウンサー）1                                     | 三上真奈（フジテレビアナウンサー）1      |
| 2014.4.5 | 2014.9.28  | 桜庭亮平（フジテレビアナウンサー）1    | 高塚正也（青二プロダクション所属声優） | 斉藤舞子（フジテレビアナウンサー）1                                     | 細貝沙羅（フジテレビアナウンサー）1      |
| 2014.10.4 | 2015.3.29  | 桜庭亮平（フジテレビアナウンサー）1    | 高塚正也（青二プロダクション所属声優） | 藤村さおり（フジテレビアナウンサー）1                                   | 三上真奈（フジテレビアナウンサー）1      |
| - 桜庭（第1期）と野島は日曜日も担当。 - 1 同日の『BSフジNEWS』を兼務（詳細は同番組のページを参照）。 - 2 同日昼のニュースキャスターを兼務。 - 3 メインキャスターの境の休暇時には代役も務める。 - 4 『Mr.サンデー』ナレーションを兼務。 - 5 『FNNレインボー発』キャスターを兼務。 |            |                                        |                                        |                                                                         |                                          |

## CSでの放送
- CS・フジテレビTWOは、かつて19:00 - 19:30に同日時差放送されていたが、2011年頃（詳細時期は不明）に事実上打ち切りとなった。当該時間帯にスポーツ中継（プロ野球など）が組まれている時と毎年7月に地上波で放送される「FNSの日」の特別番組があるときは時差放送も休止となっていた。